# Germania Sacra

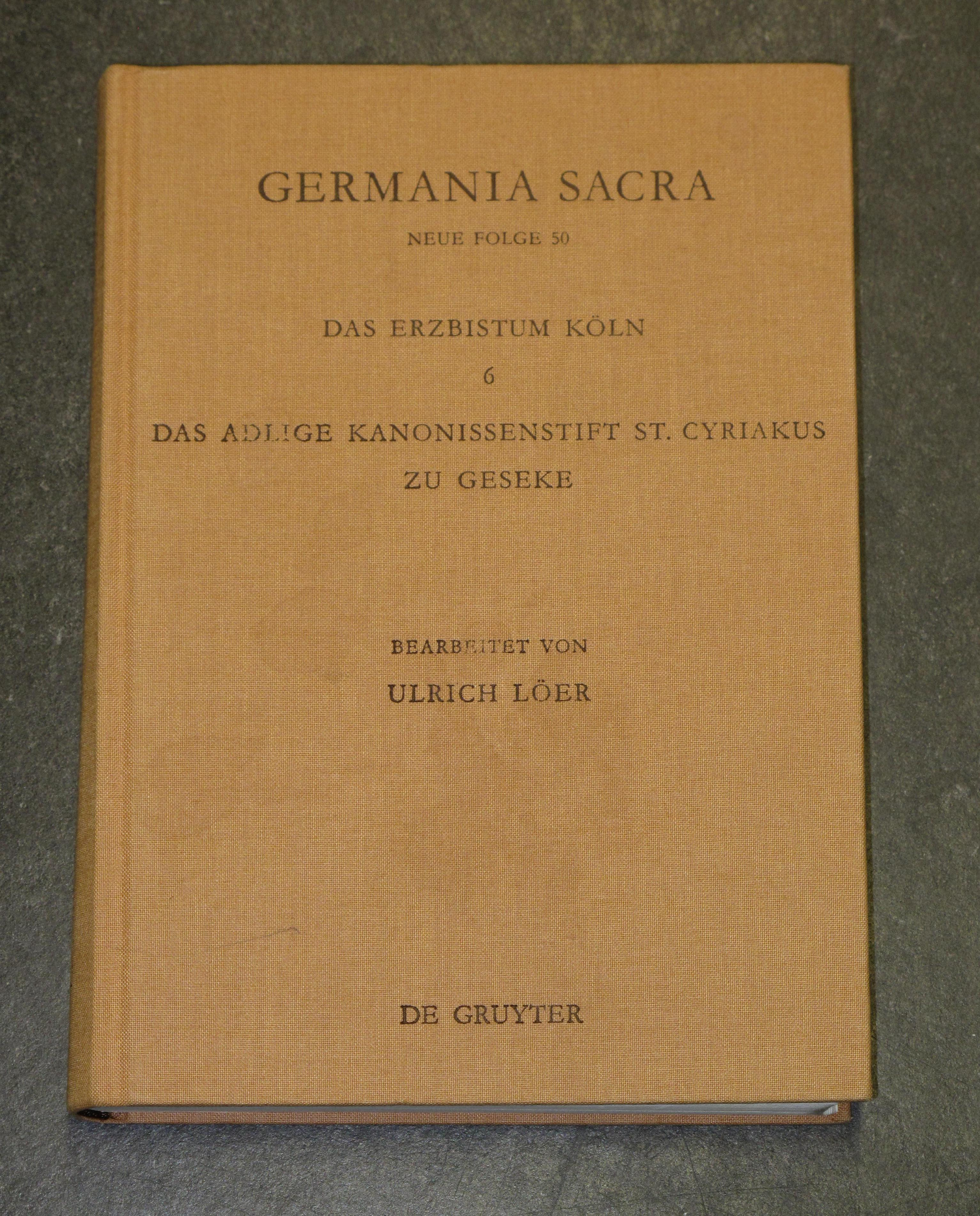
Volume 14 della serie Neue Folge

Germania Sacra è un progetto di ricerca di lungo termine sulla storia ecclesiastica della Germania dal Sacro Romano Impero al XIX secolo, passando attraverso la Riforma protestante e la successiva secolarizzazione.

## Storia

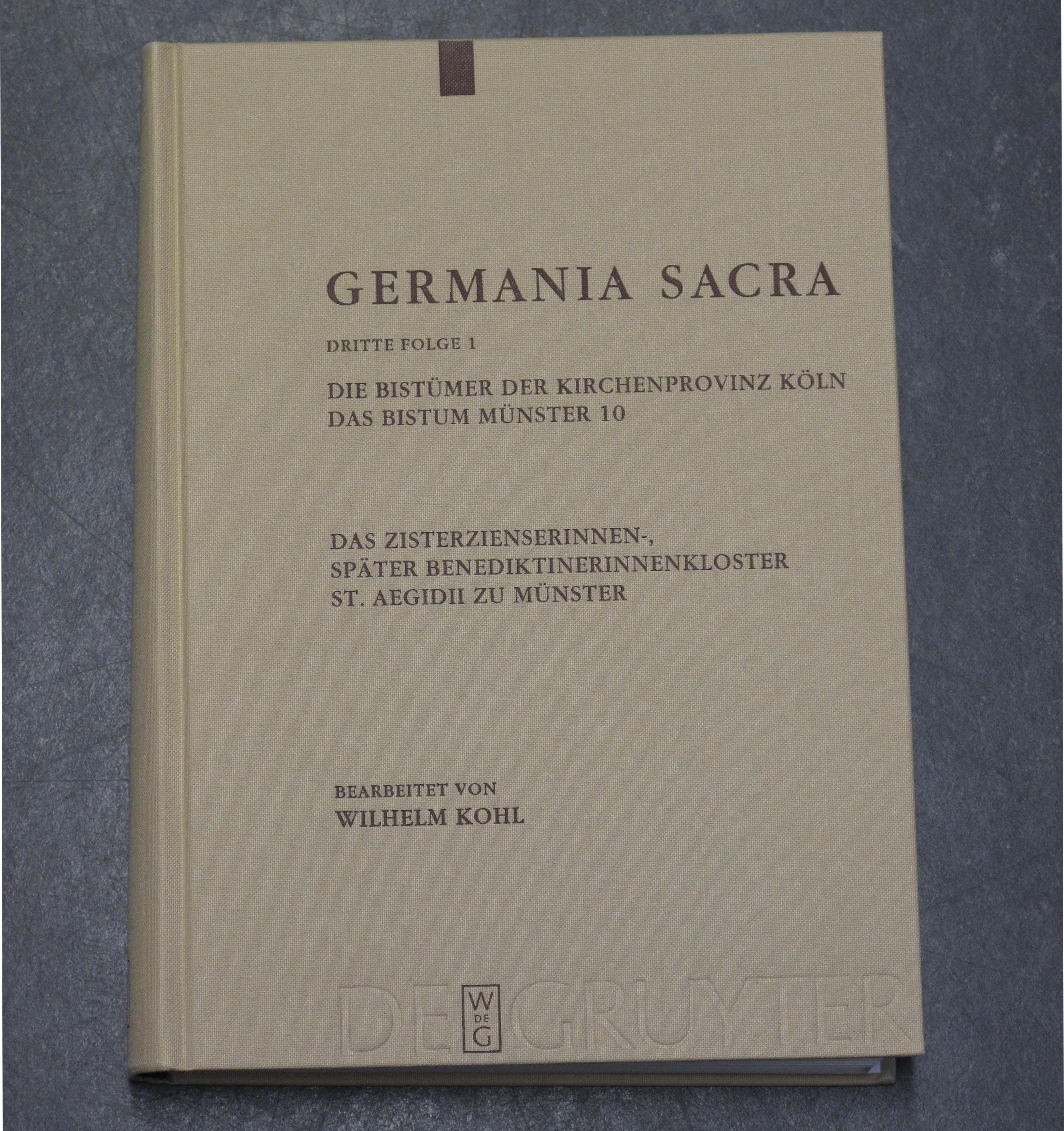
Primo volume della serie Dritte Folge

Il primo tentativo di raccogliere e pubblicare la storia delle diocesi tedesche in un libro di consultazione risale alla fine del XVIII secolo, all'opera incompiuta di Martin Gerbert, principe-abate dell'abbazia di San Biagio nella Foresta Nera.
Nel 1917 Paul Fridolin Kehr rifondò il progetto Germania Sacra presso il Kaiser-Wilhelm-Institut für Deutsche Geschichte di Berlino (con il patrocinio della relativa Società Kaiser Wilhelm). Kehr tentò di collegare i progetti di ricerca esistenti a livello nazionale, per creare un catalogo archivistico di monasteri, conventi, capitoli di cattedrali e dignitari religiosi. Dopo vari problemi finanziari, l'11 giugno 1929 fu dato alle stampe il primo di sette volumi dell'Alte Folge, collana pubblicata tra il 1929 e il 1972.
Dopo la Seconda guerra mondiale e la morte di Kehr, la neocostituita Società Max Planck subentrò, al disinteresse della Società Kaiser Wilhelm, come soggetto patrocinatore dell'istituto e del suo progetto. Hermann Heimpel, primo direttore dell'Istituto Storico "Max Planck" di Gottinga, fino al 1956 fu anche direttore accademico di Germania Sacra, occupandosi di coordinare il lavoro di ricercatori esterni. Mentre la prima serie di sette volumi doveva ancora essere completata, tra il 1966 e il 1972 i ricercatori diretti da Heimpel iniziarono a scrivere e pubblicare Neue Folge, la seconda serie di 50 volumi pubblicati dal 1962 al 2007.
A seguito dell'apertura del centro "Jupiter" di neuroscienze con la Florida Atlantic University, nel 2007 l'Istituto Storico "Max Planck" mutò la propria attività e l'anno dopo il testimone del progetto passò all'Accademia di Scienze e Lettere di Gottinga. Sotto la supervisione di Hedwig Röckelein, furono pubblicati i volumi di Dritte Folge, la terza serie di Germania Sacra che nel 2018 aveva raggiunto le quattordici unità.

Tre anni prima, era stato pubblicato il primo volume supplementare, contenente le bozze preliminari di Germania Sacra.

## Obbiettivi e metodi
Il progetto editoriale Germania Sacra aveva l'obbiettivo di fornire una descrizione storica e statistica delle istituzioni ecclesiastiche esistite dal Sacro Romano Impero all'inizio del XIX secolo mediante la rappresentazione di tutte le fonti storiche e della letteratura secondaria note sul tema. Le istituzioni prese in considerazione includono le diocesi (e in particolare i vescovi), i capitoli delle cattedrali, i monasteri e i conventi fino all'epoca della Riforma e della secolarizzazione.
Paul Kehr dispose che le prime fasi di raccolta delle fonti storiche e stesura dei testi fossero condotte principalmente da archivisti. Dagli '90, la ricerca storica delle fonti fu separata dall'attività editoriale dei contenuti, aprendo alla collaborazione di archivisti, storici, membri di ordini ecclesiastici, teologi e vari altri.
Le pubblicazioni di Germani Sacra sono suddivise nelle tre serie (Alte Folge, Neue Folge e Dritte Folge), alle quali si aggiungono lo Studien zur Germania Sacra e il Supplementbände zur germania Sacra.
Oltre ai volumi dell'edizione a stampa, il progetto prevede due database: un inventario completo di chierici medioevali e moderni, e il "Database di monasteri, conventi e chiese collegiali dell'Antico Impero".

## Pubblicazioni e edizioni digitali

### Alte Folge
| n.       | Titolo | Autore                                  | Anno di pubblicazione | Online      |
| -------- | --- | --------------------------------------- | --------------------- | ----------- |
| AF Abt 1 | Das Bistum Brandenburg 1 (Germania Sacra A. F. Abt. 1: Die Bistümer der Kirchenprovinz Magdeburg) | Gustav Abb, Gottfried Wentz             | 1929                  | Digitalisat |
| AF Abt 1 | Das Bistum Brandenburg 2 (Germania Sacra A. F. Abt. 1: Die Bistümer der Kirchenprovinz Magdeburg) | Fritz Bünger, Gottfried Wentz           | 1941                  | Digitalisat |
| AF Abt 1 | Das Bistum Havelberg] (Germania Sacra A. F. Abt. 1: Die Bistümer der Kirchenprovinz Magdeburg) | Gottfried Wentz                         | 1933                  | Digitalisat |
| AF Abt 1 | Das Erzbistum Magdeburg 1,1: Das Domstift St. Moritz in Magdeburg (Germania Sacra A. F. Abt. 1: Die Bistümer der Kirchenprovinz Magdeburg)                                                            | Gottfried Wentz, Berent Schwineköper    | 1972                  | Digitalisat |
| AF Abt 1 | Das Erzbistum Magdeburg 1,2: Die Kollegiatstifte St. Sebastian, St. Nicolai, St. Peter und Paul und St. Gangolf in Magdeburg (Germania Sacra A. F. Abt. 1: Die Bistümer der Kirchenprovinz Magdeburg) | Gottfried Wentz, Berent Schwineköper    | 1972                  | Digitalisat |
| AF Abt 2 | Das Bistum Bamberg 1 (Germania Sacra A. F. Abt. 2: Die Bistümer der Kirchenprovinz Mainz) | Erich von Guttenberg                    | 1937                  |             |
| AF Abt 2 | Das Bistum Bamberg 2: Die Pfarreiorganisation (Germania Sacra A. F. Abt. 2: Die Bistümer der Kirchenprovinz Mainz)                                                                                    | Erich von Guttenberg, Alfred Wendehorst | 1966                  |             |
| AF Abt 3 | Die Bistümer der Kirchenprovinz Köln: Archidiakonat von Xanten (Germania Sacra A. F. Abt. 3: Die Bistümer der Kirchenprovinz Köln)                                                                    | Wilhelm Classen                         | 1938                  | Digitalisat |

### Neue Folge
| n.      | Titolo | Autore                           | Anno di pubblicazione | online         |
| ------- | --- | -------------------------------- | --------------------- | -------------- |
| NF 1    | Die Bistümer der Kirchenprovinz Mainz. Das Bistum Würzburg 1. Die Bischofsreihe bis 1254. | Alfred Wendehorst                | 1962                  | Digitalisat    |
| NF 2    | Die Bistümer der Kirchenprovinz Köln. Das Erzbistum Köln 1. Die Cistercienserabtei Altenberg. | Hans Mosler                      | 1965                  | Digitalisat    |
| NF 3    | Die Bistümer der Kirchenprovinz Köln. Das Bistum Münster 1. Die Schwesternhäuser nach der Augustinerregel. | Wilhelm Kohl                     | 1968                  | Digitalisat    |
| NF 4    | Die Bistümer der Kirchenprovinz Mainz. Das Bistum Würzburg 2. Die Bischofsreihe von 1254 bis 1455. | Alfred Wendehorst                | 1969                  | Digitalisat    |
| NF 5    | Die Bistümer der Kirchenprovinz Köln. Das Bistum Münster 2. Die Klöster der Augustiner-Chorherren. | Wilhelm Kohl                     | 1971                  | Digitalisat    |
| NF 6    | Die Bistümer der Kirchenprovinz Trier. Das Erzbistum Trier 1. Das Stift St. Paulin vor Trier. | Franz-Joseph Heyen               | 1972                  | Digitalisat    |
| NF 7    | Die Bistümer der Kirchenprovinz Mainz. Das Bistum Hildesheim 1. Das Reichsunmittelbare Kanonissenstift Gandersheim. | Hans Goetting                    | 1973                  | Digitalisat    |
| NF 8    | Die Bistümer der Kirchenprovinz Mainz. Das Bistum Hildesheim 2. Das Benediktiner(innen)kloster Brunshausen. Das Benediktinerinnenkloster St. Marien vor Gandersheim. Das Benediktinerkloster Clus. Das Franziskanerkloster Gandersheim. | Hans Goetting                    | 1974                  | Digitalisat    |
| NF 9    | Die Bistümer der Kirchenprovinz Köln. Das Erzbistum Köln 2. Die Benediktinerabtei Siegburg. | Erich Wisplinghoff               | 1975                  | Digitalisat    |
| NF 10   | Die Bistümer der Kirchenprovinz Köln. Das Bistum Münster 3. Das (freiweltliche) Damenstift Freckenhorst. | Wilhelm Kohl                     | 1975                  | Digitalisat    |
| NF 11   | Die Bistümer der Kirchenprovinz Salzburg. Das Erzbistum Salzburg 1. Die Zisterzienserabtei Raitenhaslach. | Edgar Krausen                    | 1977                  | Digitalisat    |
| NF 12   | Die Bistümer der Kirchenprovinz Köln. Das Erzbistum Köln 3. Die Reichsabtei Werden an der Ruhr. | Wilhelm Stüwer                   | 1980                  | Digitalisat    |
| NF 13   | Die Bistümer der Kirchenprovinz Mainz. Das Bistum Würzburg 3. Die Bischofsreihe von 1455 bis 1617. | Alfred Wendehorst                | 1978                  | Digitalisat    |
| NF 14   | Die Bistümer der Kirchenprovinz Trier. Das Erzbistum Trier 2. Die Stifte St. Severus in Boppard, St. Goar in St. Goar, Liebfrauen in Oberwesel, St. Martin in Oberwesel.                                                                | Ferdinand Pauly                  | 1980                  | Digitalisat    |
| NF 15   | Die Bistümer der Kirchenprovinz Mainz. Das Bistum Konstanz 1. Das Stift St. Stephan in Konstanz. | Helmut Maurer                    | 1981                  | Digitalisat    |
| NF 16   | Die Bistümer der Kirchenprovinz Mainz. Das Bistum Konstanz 2. Die Zisterzienserabtei Bebenhausen. | Jürgen Sydow                     | 1984                  | Digitalisat    |
| NF 17,1 | Die Bistümer der Kirchenprovinz Köln. Das Bistum Münster 4,1. Das Domstift St. Paulus zu Münster. | Wilhelm Kohl                     | 1987                  | Digitalisat    |
| NF 17,2 | Die Bistümer der Kirchenprovinz Köln. Das Bistum Münster 4,2. Das Domstift St. Paulus zu Münster. | Wilhelm Kohl                     | 1982                  | Digitalisat    |
| NF 17,3 | Die Bistümer der Kirchenprovinz Köln. Das Bistum Münster 4,3. Das Domstift St. Paulus zu Münster. | Wilhelm Kohl                     | 1989                  | Digitalisat    |
| NF 18   | Die Bistümer der Kirchenprovinz Köln. Das Erzbistum Köln 4. Die Zisterzienserinnenklöster Saarn, Duissern, Sterkrade. | Günter von Roden                 | 1984                  | Digitalisat    |
| NF 19   | Die Bistümer der Kirchenprovinz Trier. Das Erzbistum Trier 3. Das Stift St. Kastor in Karden an der Mosel. | Ferdinand Pauly                  | 1986                  | Digitalisat    |
| NF 20   | Die Bistümer der Kirchenprovinz Mainz. Das Bistum Hildesheim 3. Die Hildesheimer Bischöfe von 815 bis 1221 (1227). | Hans Goetting                    | 1984                  | Digitalisat    |
| NF 21   | Die Bistümer der Kirchenprovinz Köln. Das Bistum Osnabrück 1. Das Kanonissenstift und Benediktinerinnenkloster Herzebrock. | Edeltraud Klueting               | 1986                  | Digitalisat    |
| NF 22   | Die Bistümer der Kirchenprovinz Trier. Das Erzbistum Trier 4. Das Stift St. Lubentius in Dietkirchen. | Wolf-Heino Struck                | 1986                  | Digitalisat    |
| NF 23   | Die Bistümer der Kirchenprovinz Köln. Das Bistum Münster 5. Das Kanonissenstift und Benediktinerkloster Liesborn. | Helmut Müller                    | 1987                  | Digitalisat    |
| NF 24   | Die Bistümer der Kirchenprovinz Salzburg. Das Bistum Freising 1. Das Augustinerchorherrenstift Dietramszell. | Edgar Krausen                    | 1988                  | Digitalisat    |
| NF 25   | Die Bistümer der Kirchenprovinz Trier. Das Erzbistum Trier 5. Die Stifte St. Severus in Gemünden, St. Maria in Diez mit ihren Vorläufern. St. Petrus in Kettenbach. St. Adelphus in Salz.                                               | Wolf-Heino Struck                | 1988                  | Digitalisat    |
| NF 26   | Die Bistümer der Kirchenprovinz Mainz. Das Bistum Würzburg 4. Das Stift Neumünster in Würzburg. | Alfred Wendehorst                | 1989                  | Digitalisat    |
| NF 27   | Die Bistümer der Kirchenprovinz Trier. Das Erzbistum Trier 6. Die Stifte St. Walpurgis in Weilburg und St. Martin in Idstein. | Wolf-Heino Struck                | 1990                  | Digitalisat    |
| NF 28   | Die Bistümer der Kirchenprovinz Mainz. Das Bistum Augsburg 1. Die Benediktinerabtei Benediktbeuern. | Josef Hemmerle                   | 1991                  | Digitalisat    |
| NF 29   | Die Bistümer der Kirchenprovinz Köln. Das Erzbistum Köln 5. Die Benediktinerabtei Brauweiler. | Erich Wisplinghoff               | 1992                  | Digitalisat    |
| NF 30   | Die Bistümer der Kirchenprovinz Mainz. Bistum Konstanz 3. Das Zisterzienserinnenkloster Wald. | Maren Kuhn-Rehfus                | 1992                  | Digitalisat    |
| NF 31   | Die Bistümer der Kirchenprovinz Trier. Das Erzbistum Trier 7. Die Benediktinerabtei Laach. | Bertram Resmini                  | 1993                  | Digitalisat    |
| NF 32   | Die Bistümer der Kirchenprovinz Mainz. Das Bistum Konstanz 4. Das (freiweltliche) Damenstift Buchau am Federsee. | Bernhard Theil                   | 1994                  | Digitalisat    |
| NF 33   | Die Bistümer der Kirchenprovinz Köln. Das Bistum Münster 6. Das Stift Alter Dom St. Pauli in Münster. | Klaus Scholz                     | 1995                  | Digitalisat    |
| NF 34   | Die Bistümer der Kirchenprovinz Trier. Das Erzbistum Trier 8. Die Benediktinerabtei St. Eucharius – St. Matthias vor Trier. | Petrus Becker                    | 1996                  | Digitalisat    |
| NF 35,1 | Die Bistümer der Kirchenprovinz Magdeburg. Das Bistum Naumburg 1,1. Die Diözese. | Heinz Wießner                    | 1997                  | Digitalisat    |
| NF 35,2 | Die Bistümer der Kirchenprovinz Magdeburg. Das Bistum Naumburg 1,2. Die Diözese. | Heinz Wießner                    | 1998                  | Online-Ausgabe |
| NF 36   | Die Bistümer der Kirchenprovinz Mainz. Das Bistum Würzburg 5. Die Stifte in Schmalkalden und Römhild. | Alfred Wendehorst                | 1996                  | Digitalisat    |
| NF 37,1 | Die Bistümer der Kirchenprovinz Köln. Das Bistum Münster 7,1. Die Diözese. | Wilhelm Kohl                     | 1999                  | Digitalisat    |
| NF 37,2 | Die Bistümer der Kirchenprovinz Köln. Das Bistum Münster 7,2. Die Diözese. | Wilhelm Kohl                     | 2002                  | Digitalisat    |
| NF 37,3 | Die Bistümer der Kirchenprovinz Köln. Das Bistum Münster 7,3. Die Diözese. | Wilhelm Kohl                     | 2003                  | Digitalisat    |
| NF 37,4 | Die Bistümer der Kirchenprovinz Köln. Das Bistum Münster 7,4. Die Diözese. | Wilhelm Kohl                     | 2004                  | Digitalisat    |
| NF 38,1 | Die Bistümer der Kirchenprovinz Mainz. Das exemte Bistum Bamberg 3. Die Bischofsreihe von 1522 bis 1693. | Dieter J. Weiß                   | 2000                  | Digitalisat    |
| NF 39   | Die Bistümer der Kirchenprovinz Mainz. Das Bistum Augsburg 2. Die Benediktinerabtei Wessobrunn. | Irmtraud von Andrian-Werburg     | 2001                  | Digitalisat    |
| NF 40   | Die Bistümer der Kirchenprovinz Mainz. Das Bistum Würzburg 6. Die Benediktinerabtei und das Adelige Säkularkanonikerstift St. Burkard in Würzburg.                                                                                      | Alfred Wendehorst                | 2001                  | Digitalisat    |
| NF 41   | Die Bistümer der Kirchenprovinz Trier. Das Erzbistum Trier 9. Das Stift St. Simeon in Trier. | Franz-Josef Heyen                | 2002                  | Digitalisat    |
| NF 42,1 | Die Bistümer der Kirchenprovinz Mainz. Das Bistum Konstanz 5. Konstanzer Bischöfe 6. Jahrhundert bis 1206. | Helmut Maurer                    | 2003                  | Digitalisat    |
| NF 43   | Die Bistümer der Kirchenprovinz Trier. Das Erzbistum Trier 10. Das St. Marien-Stift in (Trier-)Pfalzel. | Franz-Josef Heyen                | 2005                  | Digitalisat    |
| NF 44   | Die Bistümer der Kirchenprovinz Köln. Das Bistum Münster 8. Das (freiweltliche) Damenstift Nottuln. | Wilhelm Kohl                     | 2005                  | Digitalisat    |
| NF 45   | Die Bistümer der Kirchenprovinz Mainz. Das Bistum Eichstätt 1. Die Bischofsreihe bis 1535. | Alfred Wendehorst                | 2006                  | Digitalisat    |
| NF 46   | Die Bistümer der Kirchenprovinz Mainz. Das Bistum Hildesheim 4. Die Hildesheimer Bischöfe von 1221 bis 1398. | Nathalie Kruppa und Jürgen Wilke | 2006                  | Digitalisat    |
| NF 47   | Die Bistümer der Kirchenprovinz Köln. Das Bistum Münster 9. Das Kollegiatstift St. Mauritius vor Münster. | Wilhelm Kohl                     | 2007                  | Digitalisat    |
| NF 48   | Die Bistümer der Kirchenprovinz Trier. Das Bistum Trier 11. Das St. Marien-Stift in Kyllburg. | Franz-Josef Heyen                | 2007                  | Digitalisat    |
| NF 49   | Die Bistümer der Kirchenprovinz Mainz. Das Bistum Halberstadt 1. Das Stift St. Nikolaus in Stendal. | Christian Popp                   | 2007                  | Digitalisat    |
| NF 50   | Die Bistümer der Kirchenprovinz Köln. Das Erzbistum Köln 6. Das adlige Kanonissenstift St. Cyriakus zu Geseke. | Ulrich Löer                      | 2007                  | Digitalisat    |

### Dritte Folge
| n.       | Titolo | Autore                          | Anno di pubblicazione | online      |
| -------- | --- | ------------------------------- | --------------------- | ----------- |
| 3. F. 1  | Die Bistümer der Kirchenprovinz Köln. Das Bistum Münster 10. Das Zisterzienserinnen-, später Benediktinerinnenkloster St. Aegidii zu Münster | Wilhelm Kohl                    | 2009                  | Digitalisat |
| 3. F. 2  | Die Bistümer der Kirchenprovinz Köln. Das Bistum Münster 11. Die Zisterzienserabtei Marienfeld                                               | Wilhelm Kohl                    | 2010                  | Digitalisat |
| 3. F. 3  | Die Bistümer der Kirchenprovinz Mainz. Das Bistum Augsburg 3. Das Augustinerchorherrenstift Bernried                                         | Walburga Scherbaum              | 2011                  | Digitalisat |
| 3. F. 4  | Die Bistümer der Kirchenprovinz Mainz. Das Bistum Würzburg 7. Die Würzburger Bischöfe von 1617 bis 1684                                      | Winfried Romberg                | 2011                  | Digitalisat |
| 3. F. 5  | Die Bistümer der Kirchenprovinz Mainz. Das Bistum Konstanz 6. Das reichsunmittelbare Prämonstratenserstift Marchtal                          | Wilfried Schöntag               | 2012                  | Digitalisat |
| 3. F. 6  | Die Bistümer der Kirchenprovinz Mainz. Das Bistum Paderborn 1. Die Zisterzienserabtei Bredelar                                               | Helmut Müller                   | 2013                  | Digitalisat |
| 3. F. 7  | Das (exemte) Bistum Meißen 1. Das Kollegiatstift St. Petri zu Bautzen von der Gründung bis 1569                                              | Hermann Kinne                   | 2014                  | Digitalisat |
| 3. F. 8  | Das Bistum Würzburg 8. Die Würzburger Bischöfe von 1684 bis 1746                                                                             | Winfried Romberg                | 2014                  | Digitalisat |
| 3. F. 9  | Das Erzbistum Salzburg 2: Das Augustinerchorherrenstift St. Zeno in Reichenhall                                                              | Johannes Lang                   | 2015                  |             |
| 3. F. 10 | Das Erzbistum Trier 12: Das Kollegiatstift St. Martin und St. Severus zu Münstermaifeld                                                      | Clemens Graf von Looz-Corswarem | 2015                  |             |
| 3. F. 11 | Das Erzbistum Trier 13: Die Benediktinerabtei St. Maximin vor Trier                                                                          | Bertram Resmini                 | 2016                  |             |
| 3. F. 12 | Das exemte Bistum Bamberg 4: Die Bamberger Bischöfe von 1693 bis 1802                                                                        | Dieter J. Weiß                  | 2015                  |             |
| 3. F. 13 | Das Bistum Regensburg 1: Die Regensburger Bischöfe von 1649 bis 1817                                                                         | Karl Hausberger                 | 2017                  |             |
| 3. F. 14 | Das Erzbistum Köln 7: Die Zisterzienserabtei Marienstatt                                                                                     | Christian Hillen                | 2017                  |             |

### Supplementbände
| n.               | Titolo | Autore          | Anno di pubblicazione | online           |
| ---------------- | --- | --------------- | --------------------- | ---------------- |
| Supplementband 1 | Stiftsherren und Vikare des Kollegiatstifts St. Peter und Paul in Zeitz 1400–1564. (Germania Sacra. Supplementband 1) | Matthias Ludwig | 2015                  | Digitale Ausgabe |